# Eudendrium imperiale
Eudendrium imperiale är en nässeldjursart som beskrevs av Yamada 1954. Eudendrium imperiale ingår i släktet Eudendrium och familjen Eudendriidae. Inga underarter finns listade i Catalogue of Life.